# 千千岩助太郎
千千岩助太郎（1897年9月25日—1991年），日本北部九州佐賀縣三養基郡人，為台灣日治時期建築教育家。他1960年在日本初版、1988年在台灣復刻出版《台灣高砂族之住家》一書，被公認為台灣原住民住屋之研究泰斗。

## 生平
千千岩助太郎畢業於日本中部地方愛知縣名古屋市名古屋高等工業學校建築科，來台前曾任教於廣島、宮崎、名古屋等工業學校教諭。1925年4月來台，任教於台北州立台北工業學校（今國立台北科技大學）建築科。1930年加入台灣建築會，並擔任《台灣建築會誌》編輯，是會長井手薰的重要助手。
1940年擔任台北州立台北工業學校代理校長(事務取扱)，但僅擔任三個月。隨後任職於台灣總督府營繕課，又曾短暫擔任台灣總督府台北高等學校（校址在今台灣師範大學）兼任講師，教授「住居學」課程，曾教過李登輝等多位當年學生。

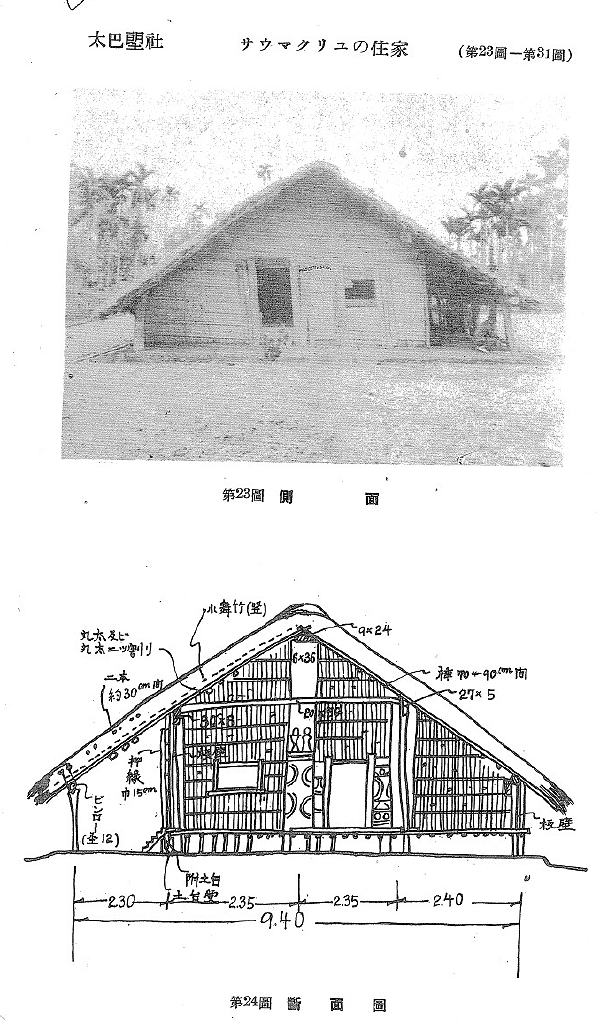
千千岩助太郎1940年花蓮阿美族太巴塱社祖屋考察記錄

1943年8月南下主持台南赤崁樓整修並擔任台南工業專門學校建築學科教授至1947年4月，於1945年3月至1945年8月之間擔任台南工業專門學校（今國立成功大學）建築學科長，創辦了台灣第一個大學等級的建築科系；1945年8月被台灣省行政長官公署留用至1947年4月，1946年主持台灣省立台南師範學校（今國立台南大學）紅樓本館因太平洋戰爭被美軍炸毀之戰後復原工程；1947年5月二二八事件後遣返歸國。
千千岩助太郎除了考察記錄台灣原住民聚落建築及平地傳統建築外，也是極為活躍的登山家；曾於1932年創辦台北州立台北工業學校山岳部，自任部長，帶領師生登山；並擔任台灣山岳會幹事、理事、常務理事，是會長沼井鐵太郎的重要助手。因為千千岩助太郎能寫，能編輯，又能攝影（有一台專業徕卡相机相機及自宅設暗房），故負責《台灣山岳會誌》期刊、特刊的編輯。
千千岩助太郎引揚歸國後，起初任職文部省教育施設部九州出張所所長，負責九州地區國立大學校舍設計。1960年在日本出版《台灣高砂族之住家》（ 丸善雄松堂出版），1962年以此書獲九州大學工學博士學位；1966年擔任九州產業大學學長（校長）；直到退休前在日本九州地區多所大學任教，擔任職位如建築學科長（建築系主任）、工學部長（工學院長）、學長（校長）等。
1983年應台灣南投縣日月潭九族文化村之邀請，主持園區內台灣原住民住屋樣本之興建，提供日治時期拍攝寫真、測繪資料，並專程來台灣指導多次。這批資料，在1947年引揚歸國時因行李限制無法帶走，故託當時同事好友，台灣前輩畫家顏水龍暫時收存十一年，一直到1958年台灣開放日本人來台觀光才取回。1986年，九族文化村完工開幕。1988年，在台灣南天書局復刻出版1960年的《台灣高砂族之住家》。
1991年4月5日（平成三年），在日本福岡市家中逝世。
千千岩助太郎長子千千岩 力博士（1935年生於台灣台北），任教於日本高岡法科大學，目前擔任日本國台灣原住民交流會會長，繼承父志，推動台日兩國台灣原住民研究交流。
2006年，日月潭九族文化村二十週年慶，並舉辦千千岩助太郎紀念特展（页面存档备份，存于）。
2009年，國立台北科技大學，為老校長成立千千岩助太郎數位博物館，將千千岩助太郎家屬捐贈在台灣21年的手稿、照片、測繪記錄圖稿數位化並公開。